# Francisco Luís Tavares
Francisco Luís Tavares (Ponta Delgada, 17 de Junho de 1886 — Ponta Delgada, 31 de Julho de 1968) foi um jurista, empresário, político e jornalista açoriano, que se destacou como fundador e administrador delegado da Companhia de Navegação Carregadores Açorianos (entre 1926 e 1960) e como principal dinamizador da construção do Teatro Micaelense.

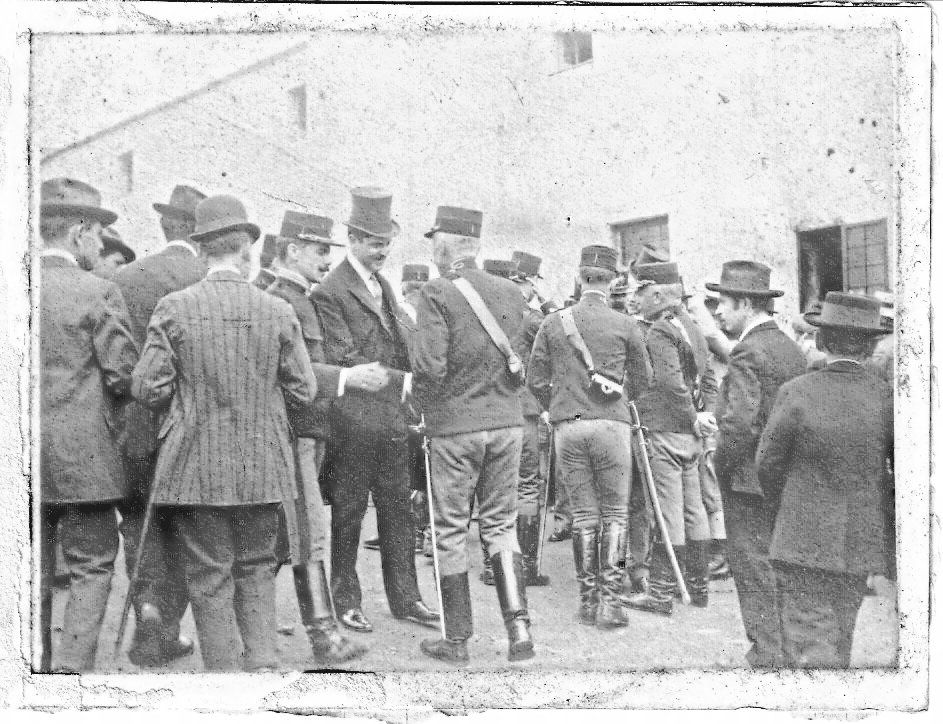
Implantação República, S. Miguel, 09,10,1910. FLT (com cartola) a conversar com o ten-cel. Virgílio Soares de Albergaria na implantação da República em Ponta Delgada

## Biografia
Bacharel em Direito pela Universidade de Coimbra, ainda estudante filiou-se no Centro Republicano Académico e foi dirigente da greve académica de 1907. Foi um dos integrantes do grupo dos "intransigentes", assim conhecidos por acompanharem, até ao final da luta, os camaradas expulsos.
Líder local da União Republicana e do Partido Republicano Liberal, foi governador civil do Distrito Autónomo de Ponta Delgada nos anos de 1910 a 1911, 1919, 1920 a 1921 e 1923 a 1924. Deputado na primeira legislatura republicana, é da sua autoria o diploma que reconheceu a autonomia dos distritos insulares. Manteve as suas convicções democráticas e liberais durante o Estado Novo, do qual foi público opositor, integrando o MUD de Ponta Delgada, em 1945. Foi um dos últimos sobreviventes dos deputados à Assembleia Nacional Constituinte, em 1911. A sua participação política distinguiu-se pela sua adesão e implementação do liberalismo social, e pelo realismo (epistemológico) com que recusou "ceder à humana tentação de substituir possibilidades por desejos" (Albergaria, 2010: 186).
Fundou ou dirigiu os jornais A República, Correio dos Açores e A Terra. É autor de diversos artigos e de alguns opúsculos e conferências sobre questões políticas, económicas e administrativas.
Foi venerável da Loja Maçónica "Companheiros da Paz" (1919).
Foi director-delegado da Companhia de Navegação Carregadores Açorianos entre 1926 e 1960; nessa condição promoveu a construção do Teatro Micaelense.
Foi director do Registo Civil de Ponta Delgada entre 1911 e 1956; professor do Liceu de Ponta Delgada e da Escola Primária Superior de Ponta Delgada; juiz do Tribunal Judicial de Ponta Delgada e do Tribunal do Trabalho da mesma cidade; provedor da Santa Casa da Misericórdia de Ponta Delgada e presidente da Associação de Futebol de Ponta Delgada, cujos estatutos redigiu.
Foi agraciado com o grau de Comendador da Ordem Militar de Cristo (2 de abril de 1951). É recordado na toponímia da cidade de Ponta Delgada, que lhe dedicou o arruamento contíguo ao Teatro Micaelense.